# Крячок чорний
Крячок чорний (Chlidonias niger) — вид птахів роду Болотяний крячок підродини Крячкові родини мартинових. Має 2 підвиди.

## Опис
Загальна довжина досягає 25 см. Влітку чорний з білим черевцем, хвіст знизу білий, ноги темно-червоні. У зимовому вбранні і у молодих птахів спинна сторона сіра, черево і шия білі, хвіст темний, з боків грудей чорні плями, позаду очей широка чорна поперечна смуга. Дзьоб чорний, крило знизу світле. Видає тріскучий крик «кі-кі-кі» або пронизливе «кі-ерр».

## Спосіб життя
Полюбляє невеличкі зарослі озера, річкові заплави і багнисті болота (воліє прісні стоячі води текучим). Живиться рибою, рачками, комахами.
Приліт відбувається у середині травня.
Гніздиться по заболочених, густо зарослим водною рослинністю водойм (озер, річкових стариць), де вода довго тримається після весняного розливу. Місця гніздування обирає переважно по сусідству з великими сирими луговими просторами, де може добувати корм. Гніздиться великими колоніями.
Гнізда розташовані близько одне від іншого, часто на ледь видатних з води купинах або ж на плаваючих острівцях очерету і осоки. Воно будується із стебел і листя очерету, а також іншої водної рослинності. Являє собою купу стебел і листя очерету та інших водних рослин з невеликим лотком в центрі. Значна частина гнізда нерідко занурена у воду, над поверхнею води підіймається настільки незначна частина гнізда, що лоток майже завжди буває сирим. Діаметр гнізда 110–300 мм, висота гнізда 30—50 мм, діаметр лотка 50-100 мм, глибина лотка 20-25 мм.

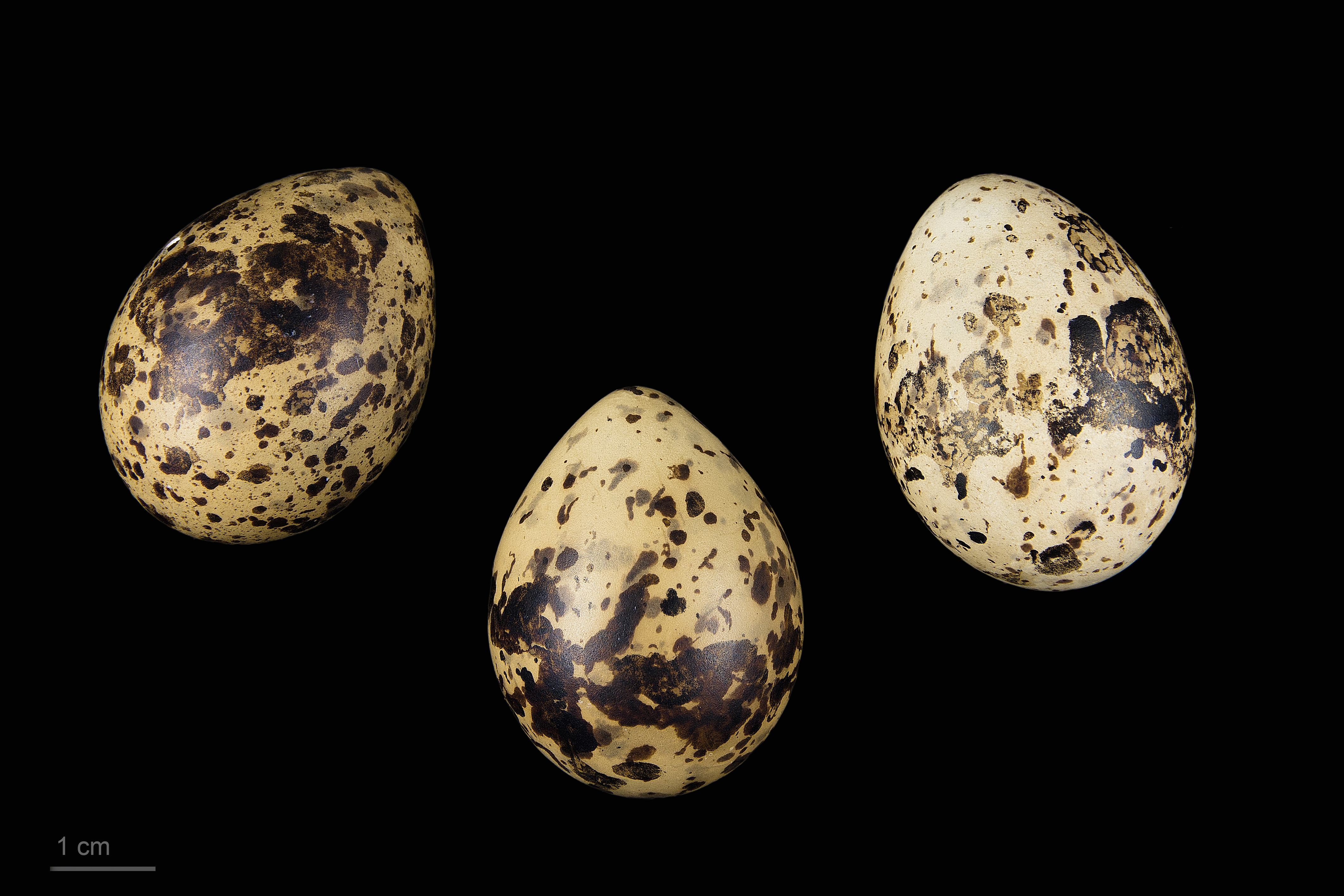
Яйця крячка чорного (Тулузький музей)

Кладка складається з 3 яєць розміром 33-35 × 24-25 мм, жовтувато—зеленого кольору з темно—бурими плямами. Насиджування триває 14—17 діб. Пташенята рудуваті, з чорними плямами, черевце у них світло—сіре, зоб темно—бурий. Протягом перших двох тижнів після вилуплення пташенята більшу частину часу перебувають у гнізді, хоча з перших же днів можуть плавати. У віці 3 тижнів вони стають роблять спроби літати, а 4 — уже добре літають. Наприкінці серпня — початку вересня чорний крячок летить на зимівлю.

## Розповсюдження
Мешкає на територіях від південної Швеції до Іспанії, від Західної України до Західного Сибіру, Алтаю, басейну р. Єнісей, Байкалу. Гніздиться на Кавказі і в Криму. Зустрічається також у Казахстані. Зимує головним чином у тропічній частині Африки.

## Підвиди
- Chlidonias niger niger
- Chlidonias niger surinamensis